# Jakob Buchli
 (novembre 2009).
Si vous disposez d'ouvrages ou d'articles de référence ou si vous connaissez des sites web de qualité traitant du thème abordé ici, merci de compléter l'article en donnant les références utiles à sa vérifiabilité et en les liant à la section « Notes et références ».
Jakob Buchli, né à Coire le 4 mars 1876 et mort à Winterthour, le 1er avril 1945, est un ingénieur mécanicien suisse, spécialisé dans la construction de locomotives.

## Biographie
Après sa formation d'ingénieur au Polytechnicum de Zurich, il travaille de 1902 à 1910 pour la société Schweizerische Lokomotiv-und Maschinenfabrik de Winterthur où il devint chef de bureau d'études en 1907. De 1910 à 1924 il est ingénieur en chef de la traction électrique dans la société Brown, Boveri & Cie à Baden. Il retourne ensuite chez SLM jusqu'en 1930 comme directeur technique du département de construction des locomotives, avant de créer son propre cabinet de conseil et de participer, à partir de 1932, au conseil d'administration de SLM. 
Il dépose de nombreux brevets dans le domaine ferroviaire[réf. nécessaire] apportant des solutions nouvelles aussi bien sur les locomotives à vapeur (surchauffe et transmission, etc.), les locomotives électriques (transmissions) et le matériel roulant (guidage de bogie) en général[réf. nécessaire].
Sa réalisation la plus connue[réf. nécessaire] est une transmission spécifique pour locomotive électrique, connue sous le nom de transmission Buchli, qu'il met en œuvre en 1918 et qui est utilisée sur nombre de locomotives électriques telles les Ae 4/7 suisses et les 2D2 5500 et 2D2 9100 françaises. Sa transmission universelle pour locomotive de grande puissance est moins connue[réf. nécessaire] et moins originale[réf. nécessaire] mais est appliquée avec succès sur certaines Ae 8/14 suisses de 6 000 à plus de 8 000 kW[réf. nécessaire].